# 三重県道669号大山田芸濃線
三重県道669号大山田芸濃線（みえけんどう669ごう おおやまだげいのうせん）は、三重県伊賀市から津市に至る一般県道である。

## 概要
伊賀市上阿波から津市芸濃町椋本に至る。
路線名は「大山田芸濃線」であるが、三重県道42号津芸濃大山田線との重複区間が多く、単独区間は津市芸濃町区間にのみ存在する。

### 路線データ
- 起点：伊賀市上阿波（字箕輪谷961番地先[3]：国道163号交点、三重県道42号津芸濃大山田線終点）
- 終点：津市芸濃町椋本（字愛宕町757番地先[3]：三重県道28号亀山白山線交点）
- 総延長：2,739 m[注釈 1]

## 歴史
- 1959年（昭和34年）1月25日 - 起点を阿山郡大山田村、終点を安芸郡芸濃町として、三重県道669号大山田芸濃線が路線認定を受ける[1]。
- 1977年（昭和52年）3月18日 - 三重県道42号津芸濃大山田線の路線認定により、一部区間が同線と重複する[4]。
- 2007年（平成19年）4月1日 - 路線認定の一部改正により、起点が「伊賀市」に、終点が「津市」に変更となる[2]。

## 路線状況

### 重複区間
- 三重県道42号津芸濃大山田線（伊賀市上阿波（起点） - 津市芸濃町雲林院）

### 道路施設

#### 橋梁
- 笹子橋（津市、三重県道42号津芸濃大山田線重複区間内）
- 多稲子橋（津市、三重県道42号津芸濃大山田線重複区間内）
- 風呂の谷橋（津市、三重県道42号津芸濃大山田線重複区間内）
- 雲林院橋（安濃川、津市）

#### トンネル
- 笹子トンネル：延長118 m、1980年（昭和55年）竣工、津市（三重県道42号津芸濃大山田線重複区間内）
- 大谷トンネル：延長135 m、1982年（昭和57年）竣工、津市（三重県道42号津芸濃大山田線重複区間内）
- 宝並トンネル：延長242 m、1980年（昭和55年）竣工、津市（三重県道42号津芸濃大山田線重複区間内）

## 地理

### 通過する自治体
- 三重県
  - 伊賀市 - 津市

### 交差する道路
| 交差する道路                                                 | 市町村名 | 交差する場所           | 交差する場所 |
| ------------------------------------------------------------ | -------- | ---------------------- | ------------ |
| 国道163号 / 伊賀街道 三重県道42号津芸濃大山田線 重複区間起点 | 伊賀市   | 上阿波                 | 起点         |
| 三重県道42号津芸濃大山田線 重複区間終点                      | 津市     | 芸濃町雲林院（うじい） |              |
| 三重県道28号亀山白山線                                       | 津市     | 芸濃町椋本             | 終点         |

### 沿線
- 錫杖湖（安濃ダム）
- 横山池
- 観音坂
- 津市立芸濃中学校
- 津市立芸濃小学校
- 百五銀行椋本支店

### 峠
- 伊賀越（伊賀市 - 津市）